# St. Johann, Breže
St. Johann je naselje v Občini Breže v Okraju Šentvid ob Glini na Koroškem v Avstriji.